# Itame aegaria
Itame aegaria är en fjärilsart som beskrevs av John Kern Strecker 1899. Itame aegaria ingår i släktet Itame och familjen mätare. Inga underarter finns listade i Catalogue of Life.